# Tord Björkman
Tord Björkman, född 21 augusti 1937 i Ljungby församling i Kronobergs län, är en svensk militär.

## Biografi
Björkman avlade officersexamen vid Krigsskolan 1960 och utnämndes samma år till fänrik i armén. Han befordrades till kapten vid Svea trängregemente 1968 och till major 1972. Han var kurschef vid Arméns underhållsskola 1972–1975 och försöksofficer där 1975–1977. År 1977 befordrades han till överstelöjtnant och 1977–1980 var han chef för Trängtruppernas kadett- och aspirantskola, varpå han var utbildningsledare och bataljonschef vid Svea trängregemente 1980–1984. Han befordrades 1984 till överste och var chef för Arméns underhållsskola 1984–1987 samt chef för Göta trängregemente 1987–1992.